# Tukidid
Tukídid ali Tukidídes (starogrško Θουκυδίδης: Thūkydídēs), starogrški zgodovinar, * med 460 in 455 pr. n. št. † 395 pr. n. št.
Napisal je zgodovinsko delo Peloponeška vojna.